# 曲面的systole
數學上，曲面上的曲線的systolic不等式，最初是查爾斯·婁威納在1949年研究（未發表，見蒲保明1952年的論文末尾的註解。給定一個閉曲面，其systole記為sys，定義為曲面上不能縮成一點的環路的最短長度。一個度量的systolic面積，定義為比例area/sys2，systolic比SR是其倒數sys2/area。

## 環面

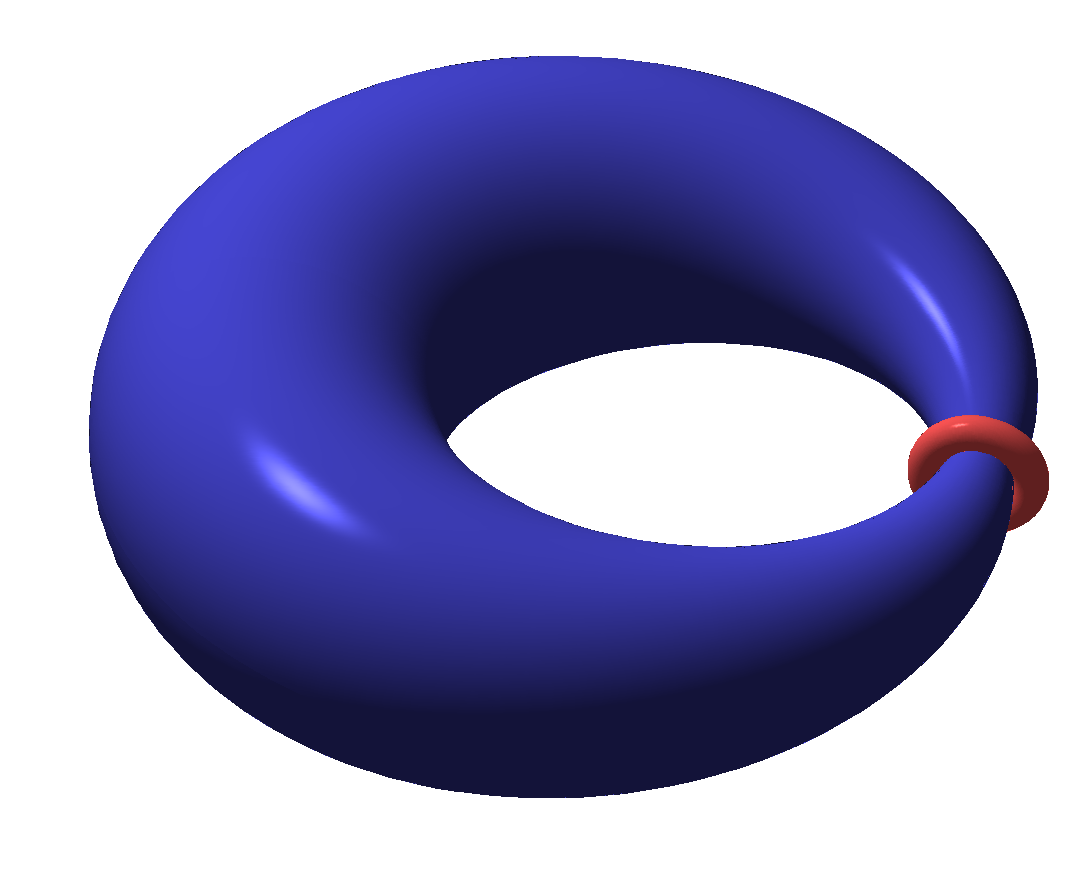
環面上最短的環路

1949年婁威納證明了環面T2上的度量的不等式，即是其systolic比SR(T2) 有上界{\displaystyle 2/{\sqrt {3}}}，於環面為平坦（常曲率）的等邊環面時等號成立。

## 實射影平面
蒲保明於1952年給出對實射影平面的類似結果，是為蒲氏不等式，證明其systolic比SR(RP2)有上界π/2，也是在常曲率時達到上界。

## 克萊因瓶

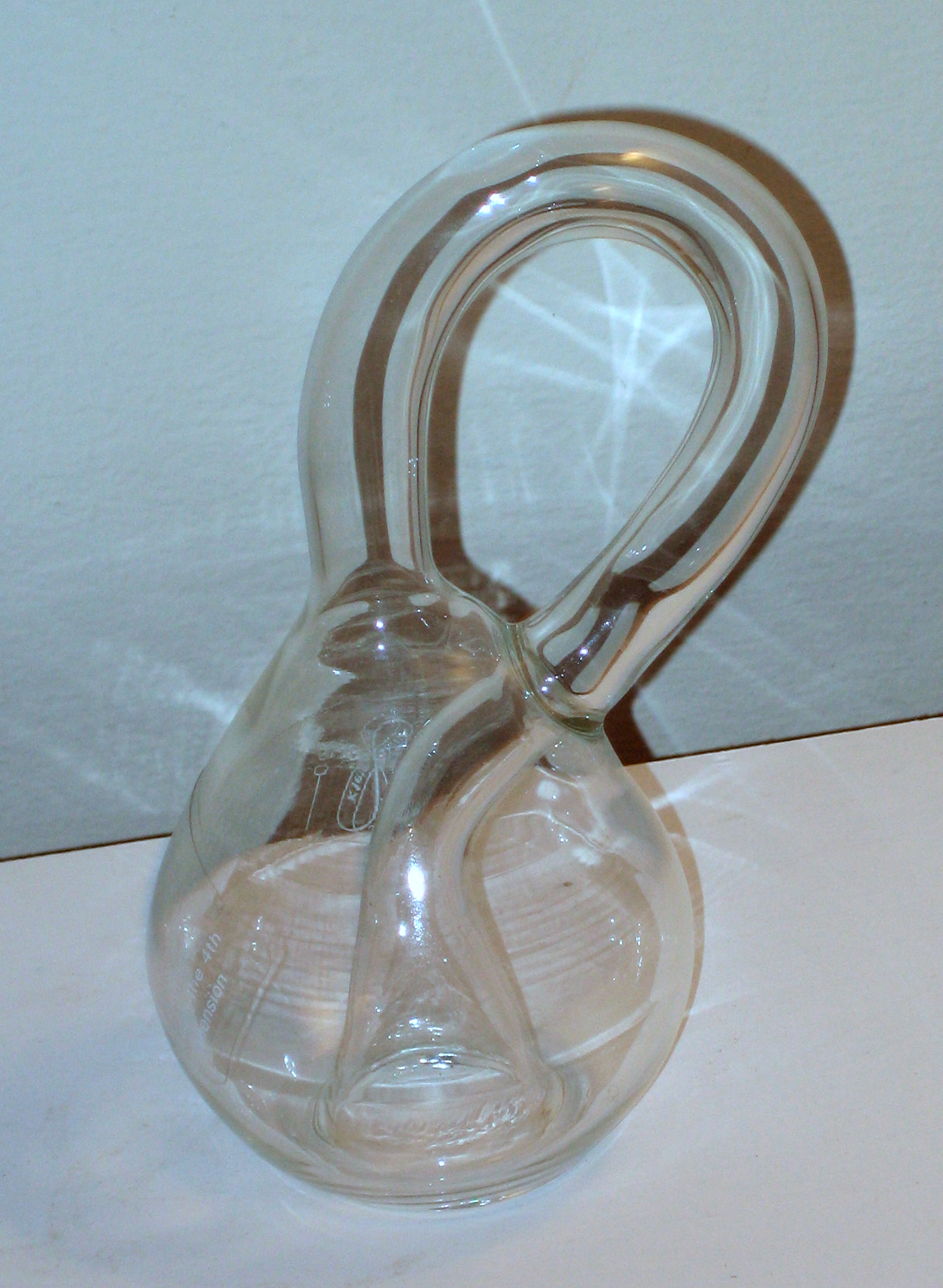
手工吹製的模擬克萊因瓶

對於克萊因瓶K，Bavard(1986)獲得了systolic比的最佳上界{\displaystyle \pi /{\sqrt {8}}}：
{\displaystyle \mathrm {SR} (K)\leq {\frac {\pi }{\sqrt {8}}},}
使用了Blatter在1960年代的工作。

## 虧格2
虧格2的可定向曲面適合婁威納的上界{\displaystyle \mathrm {SR} (2)\leq {\tfrac {2}{\sqrt {3}}}}(Katz-Sabourau '06)。現在尚未知道正虧格的曲面是否都適合此上界，有猜想指這些曲面都適合。在虧格不小於20時已得到證明(Katz-Sabourau '05)。

## 任意虧格
對虧格g的閉曲面，Hebda和Burago(1980)證明了systolic比SR(g)有上界2。三年後米哈伊爾·格羅莫夫找到SR(g)的一個上界， 是一個常數乘以
{\displaystyle {\frac {(\log g)^{2}}{g}}.}
一個「較小」的界（帶一個較小的常數）由Buser和Sarnak給出。他們證明了算術雙曲黎曼曲面的systole表現為一個常數乘以{\displaystyle \log(g)}。注意從高斯－博內定理給出面積是4π(g-1)，所以SR(g)漸近表現為一個常數乘以{\displaystyle {\tfrac {(\log g)^{2}}{g}}}。